# Реймонд (Міссісіпі)
Реймонд (англ. Raymond) — місто (англ. city) в США, в окрузі Гіндс штату Міссісіпі. Населення — 1960 осіб (2020).

## Географія
Реймонд розташований за координатами 32°15′39″ пн. ш. 90°24′30″ зх. д. / 32.26083° пн. ш. 90.40833° зх. д. (32.260912, -90.408275).  За даними Бюро перепису населення США в 2010 році місто мало площу 7,77 км², уся площа — суходіл.

## Демографія
Згідно з переписом 2010 року, у місті мешкали 1933 особи в 448 домогосподарствах у складі 296 родин. Густота населення становила 249 осіб/км².  Було 491 помешкання (63/км²).
Расовий склад населення:
| - 53,6 % — чорних або афроамериканців - 44,6 % — білих - 0,4 % — азіатів - 0,2 % — корінних американців - 0,1 % — вихідців з тихоокеанських островів |

До двох чи більше рас належало 1,0 %. Частка іспаномовних становила 1,2 % від усіх жителів.
За віковим діапазоном населення розподілялося таким чином: 11,8 % — особи молодші 18 років, 78,4 % — особи у віці 18—64 років, 9,8 % — особи у віці 65 років та старші. Медіана віку мешканця становила 20,8 року. На 100 осіб жіночої статі у місті припадало 77,7 чоловіків;  на 100 жінок у віці від 18 років та старших — 74,2 чоловіків також старших 18 років.
Середній дохід на одне домашнє господарство  становив 51 978 доларів США (медіана — 40 208), а середній дохід на одну сім'ю — 70 433 долари (медіана — 52 188). Медіана доходів становила 39 688 доларів для чоловіків та 37 813 долари для жінок. За межею бідності перебувало 25,9 % осіб, у тому числі 55,3 % дітей у віці до 18 років та 16,6 % осіб у віці 65 років та старших.
Цивільне працевлаштоване населення становило 438 осіб. Основні галузі зайнятості: освіта, охорона здоров'я та соціальна допомога — 41,6 %, мистецтво, розваги та відпочинок — 18,3 %, науковці, спеціалісти, менеджери — 9,6 %, роздрібна торгівля — 7,3 %.